# Aiguá
Aiguá – miasto w Urugwaju, w departamencie Maldonado.